# Franz Kern (Priester)

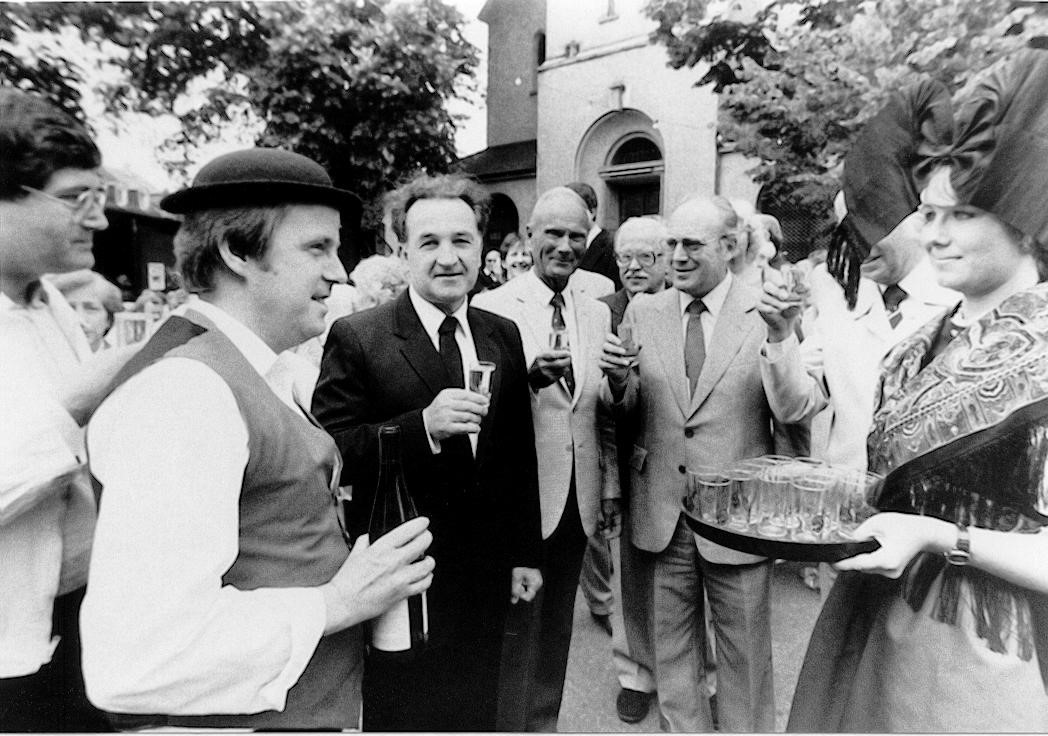
Franz Kern, Eugen Keidel und Heinz Eyrich, mit Gläsern, von links, bei der Eröffnung des ersten „Herdermer Hocks“ 1979.

Franz Kern (* 8. November 1925 in Sölden bei Freiburg im Breisgau; † 5. Juli 2012 in Ehrenkirchen), voller Name Franz Alfons Kern, war ein deutscher katholischer Geistlicher und Heimatforscher.

## Leben
Er wurde als zweites von acht Kindern des Schwabenhofbauern und Ratschreibers Rudolf Kern (1895–1976) und dessen Frau Hilda Genovefa geb. Hug (1901–1943) auf dem Söldener Schwabenhof geboren. Zu den acht kam nach der Wiederverheiratung seines Vaters noch ein neuntes Kind. Von 1932 bis 1938 besuchte er die Volksschule in Sölden. Der Söldener Pfarrer Ernst Föhr gab ihm zusätzlich Unterricht, so dass er 1938 unter Überspringen von drei Klassen in die Untertertia des Freiburger Berthold-Gymnasium aufgenommen wurde. In den Ferien half er „daheim bei allen bäuerlichen Tätigkeiten“, erlernte auch „die entscheidenden, den Männern vorbehaltenen Arbeiten, wie das Mähen, das Garbenbinden, das Heu- und Erntewagenladen, das Pflügen und Säen“. 1943 machte er als Klassenjüngster die normale Abiturprüfung, während die älteren Schüler das Notabitur ablegen mussten. Es folgten drei Jahre Kriegsdienst in der Normandie und Kriegsgefangenschaft. Das Kriegserleben festigte den Entschluss, Priester zu werden. Anfang 1946 aus der Gefangenschaft entlassen, studierte Kern an der Universität Freiburg Katholische Theologie und empfing am 2. Juli 1950 mit fünfzehn anderen Kandidaten in St. Peter die Priesterweihe. Er war dann zweieinhalb Jahre in Wolfach und fünfeinhalb Jahre an St. Johann (Freiburg im Breisgau) Pfarrvikar. 1957 wurde er von der Freiburger Theologischen Fakultät mit einer von dem Kirchenhistoriker Wolfgang Müller betreuten Dissertation über den Abt des Klosters St. Peter auf dem Schwarzwald Philipp Jakob Steyrer zum Dr. theol. promoviert (Bewertung der Dissertation „magna cum eruditione“, der mündlichen Prüfung „magna cum laude“). Von 1958 bis 1962 war er Pfarrer in Bühl und zugleich Religionslehrer am Mädchengymnasium Unserer Lieben Frau in Offenburg, von 1962 bis 1983 Pfarrer an St. Urban in Freiburg-Herdern und von 1983 bis 2000 Pfarrer an St. Gallus (Kirchzarten). Er zog dann in eines der Kaplanshäuser von St. Mariä Himmelfahrt in Ehrenkirchen-Kirchhofen und schließlich in das Prälat-Stiefvater-Heim in Ehrenkirchen. Franz Kern verstarb im  Juli 2012 im Alter von 86 Jahren in Ehrenkirchen. Am 11. Juli 2012 wurde er auf dem Friedhof bei der Kirche St. Fides und Markus (Sölden) bestattet.

## Werk

### Veröffentlichungen
1995 schrieb Kern in seinem Sölden-Buch: „An allen Orten konnte ich dem von meinem Vater ererbten Interesse für Heimatgeschichte in freien Stunden nachgehen und manches veröffentlichen, was im weiteren Sinne auch wieder der Seelsorge dienen kann.“ Die Seelsorge-Absicht spricht zum Beispiel aus dem Schluss des Buches: „Liebe Leserin, lieber Leser! Ich gebe mich der Hoffnung hin, daß meine letzte Bitte auch die Ihrige ist: Gott segne unsere Heimat und erhalte ihr den inneren und äußeren Frieden! Er schenke ihr, ihrer Einwohnerschaft und den Kommenden einen guten Weg in die Zukunft!“ Kerns Publikationen sind teils eher für Fachhistoriker, teils auch für die Allgemeinheit gedacht:
- Philipp Jakob Steyrer, von 1749–1795 Abt des Benediktinerklosters St. Peter im Schwarzwald. Studie zur Geschichte des vorderösterreichischen Benediktinertums. Inaugural-Dissertation zur Erlangung der theologischen Doktorwürde einer Hohen Theologischen Fakultät der Albert-Ludwigs-Universität zu Freiburg i.Br. Maschinengeschrieben, 362 Seiten, dazu Vorwort, Quellen und 160 Seiten Anhang mit Dokumenten.
- Philipp Jakob Steyrer, 1749–1795 Abt des Benediktinerklosters St. Peter im Schwarzwald. Studie zur Geschichte des vorderösterreichischen Benediktinertums. In: Freiburger Diözesan-Archiv. Band 79, 1959, S. 1–234. (PDF; 17,3 MB) Abgerufen am 27. Juli 2013. Philipp Jakob Steyrer war der vorletzte Abt von St. Peter. Die gedruckte Fassung ist gegenüber der maschinengeschriebenen Dissertation leicht gekürzt.
- Policei Ordnung des Gotteshauß S. Peter auf dem Schwartzwaldt, aufgerichtet und erstlich publiciert im Jar 1582. In: Freiburger Diözesan-Archiv Band 80, 1960, S. 195–227. (PDF; 20,0 MB) Abgerufen am 27. Juli 2013.
- Sölden. Die Geschichte der Propstei und des Dorfes. Gemeindeverwaltung Sölden 1963. Das Buch erschien 1970 in einer zweiten und 1995 wesentlich erweitert unter dem neuen Titel Sölden. Die Geschichte eines kleinen Dorfes in einer dritten Auflage von 415 Seiten.
- Das Tagebuch des vorletzten Abtes von St. Märgen im Schwarzwald, Michael Fritz. In: Freiburger Diözesan-Archiv Band 89, 1969, S. 141–309. (PDF; 43,6 MB) Abgerufen am 27. Juli 2013. Analog zu Philipp Jakob Steyrer im Kloster St. Peter war Michael Fritz der vorletzte Abt des Klosters St. Märgen.

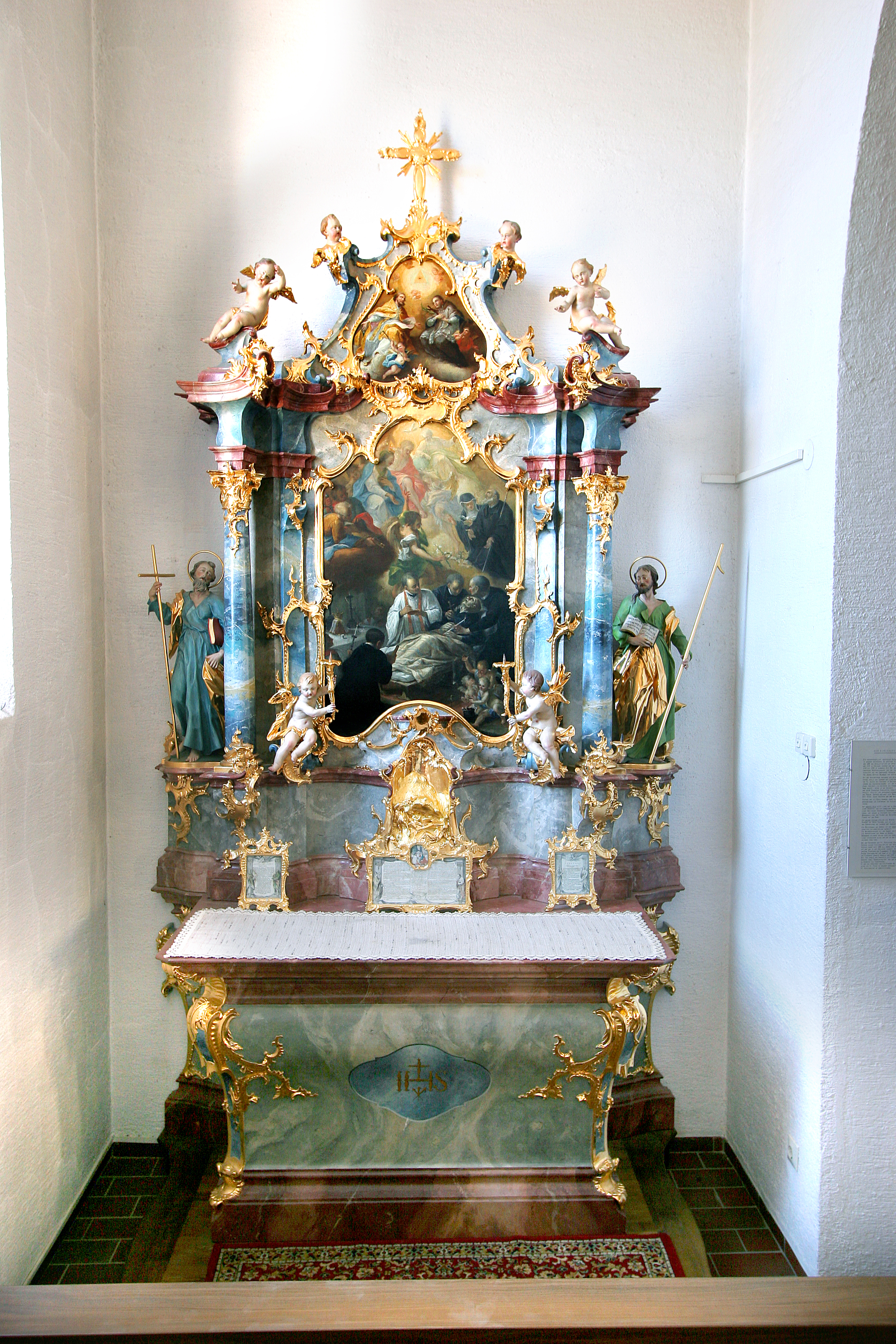
Von Kern wiederentdeckter Altar in St. Benedikt, Eisenbach

- Ein wiederentdecktes Werk J. C. Brentzingers in der Herderner Urbanskirche. In: Schau-ins-Land Band 93, 1975, S. 93–96.
- Pfarrgemeinde St. Urban Freiburg-Herdern. Katholisches Pfarramt St. Urban 1976, 76 Seiten.
- Die Pfarrkirche zu St. Fides und St. Markus in Sölden. Beilage zum Mitteilungsblatt der Verwaltungsgemeinschaft Hexental 26, 1978, 32 Seiten.
- Dr. Ernst Föhr. In: Freiburger Diözesan-Archiv Band 102, 1982, S. 139–148. (PDF; 25,8 MB) Abgerufen am 28. Juli 2013
- Das Dreisamtal mit seinen Kapellen und Wallfahrten. Verlag Schillinger, Freiburg im Breisgau 1985, 210 Seiten. Die erste Auflage war in wenigen Wochen ausverkauft. Die zweite erschien 1986. Insgesamt erlebte das Buch bis 1997 vier Auflagen.
- Der Giersberg. Das Marienheiligtum des Dreisamtales. Schillinger-Verlag, Freiburg im Breisgau 1989, 104 Seiten. ISBN 3-7954-4794-1.
- mit Manfred Hermann: Pfarrkirche St. Gallus Kirchzarten. 3. Auflage. Verlag Schnell und Steiner, Regensburg 1991, 27 Seiten. Die 4. Auflage erschien 1999. Die ersten beiden Auflagen, 1976 und 1983, stammten von Manfred Hermann allein.
- Die ehemalige Glockengießerei Koch in Freiburg i. Br.. In: Freiburger Diözesan-Archiv Band 112, 1992, S. 279–338. (PDF; 32,3 MB) Abgerufen am 29. Juli 2013. Die Glockengießerei wurde 1856 von Johann Baptist Koch und seinem Bruder Bernhard gegründet. Kern erhielt das handschriftliche Werkbuch der Gießerei für die Jahre 1878 bis 1921 von Johann Baptist Kochs Enkelin Anna Maria Weber geb. Koch (* 1918). „Die Glockengießerei Koch befand sich in der heutigen Schwarzwaldstraße ... und wurde 1932 von der Brauerei Ganter aufgekauft und abgebrochen. Wo einst das Bronzemetall in die Glockenformen floß, fließt heute das Bier in die Fässer.“ Im Autorenverzeichnis des Freiburger Diözesan-Archivs ist Franz Kern – es ist das einzige Mal – mit seinem vollen Namen Franz Alfons Kern aufgeführt.
- Philipp Jakob Steyrer – Abt und Wissenschaftler. In: Hans-Otto Mühleisen (Hrsg.): Das Vermächtnis der Abtei. 900 Jahre St. Peter auf dem Schwarzwald. Badenia Verlag, Karlsruhe 1993, ISBN 3-7617-0297-3, S. 39–55.
- Philipp Jakob Steyrer, Abt des Benediktinerklosters St. Peter im Schwarzwald, und seine Bedeutung für das kunstgeschichtliche Wirken der Abtei. In: Bernd Mathias Kremer (Hrsg.): Kunst und geistliche Kultur am Oberrhein. Festschrift für Hermann Brommer zum 70. Geburtstag. Kunstverlag Josef Fink, Lindenberg 1997, ISBN 3-931820-01-7, S. 127–141.

### Entdeckungen
Seine Forschungen führten Kern zu (Wieder-)Entdeckungen. So war der von Matthias Faller geschnitzte und von Franz Ludwig Herrmann mit einem Gemälde ausgestattete Altar der Abtskapelle des Klosters St. Peter verschollen. Kern entdeckte ihn in der Pfarrkirche St. Benedikt in Eisenbach (Hochschwarzwald). „Allerdings ist er dort zu einem ‚Benediktusaltar‘ geworden. Bestens erhalten, ist er zweifellos das Juwel der Kirche. Der Tabernakel aus der Werkstätte Fallers ist ein sogenannter Drehtabernakel mit vier geschnitzten Darstellungen: Geburt des Erlösers, Kreuzigung, Grablegung und Auferstehung, eine erstaunliche, zierlich-kostbare Arbeit. Das Hauptblatt, das bis jetzt unverständlicherweise als Sterbeszene des hl. Benedikt galt, zeigt in der oberen rechten Hälfte den Ordensvater Benedikt und die hl. Scholastika, ihnen zu Füßen einen sterbenden Mönch, den Mitbrüder umstehen. Ein mit dem Rochett bekleideter Mönch stärkt soeben den Dahinscheidenden mit der letzten Wegzehrung, ein anderer liest aus der hl. Schrift vor. In der oberen Hälfte Engel, die der scheidenden Seele entgegenfliegen, darüber Maria, die Himmelskönigin, mit ihrem göttlichen Sohne.“ Der Sterbende ist der heilige Ulrich von Zell, der Altar kein Benedikts-, sondern ein Ulrichsaltar. „Der Pseudo-Benediktusaltar von Eisenbach, dessentwegen die neue Kirche 1933/35 dem hl. Benediktus geweiht werden mußte, ist somit als der ehemalige Ulrichsaltar aus der Abtskapelle des St.-Petrischen Stiftes identifiziert, ein Meisterwerk Fallers und Herrmanns.“
Ebenso entdeckte Kern den Altar der Krankenkapelle des Klosters St. Peter in der Pfarrkirche Allerheiligen in Wieden (Schwarzwald).
Auf dem Speicher von St. Urban in Freiburg-Herdern fand er ein Gemälde von Johann Caspar Brenzinger, den Kirchenpatron Papst Urban I. zeigend. Es hängt jetzt wieder in der Kirche. „Entzückend sind die zwei ausgemalten Puttos, die beide damit beschäftigt sind, die Symbole des hl. Urban, die Trauben, zu tragen. Während der eine seine Hand an ein Flechtkörbchen legt, das mit blauen und hellen Trauben gefüllt ist, trägt der andere sogenannte ‚Henkele‘ – mit je zwei Trauben behangene Zweige, in seinen Händen.“

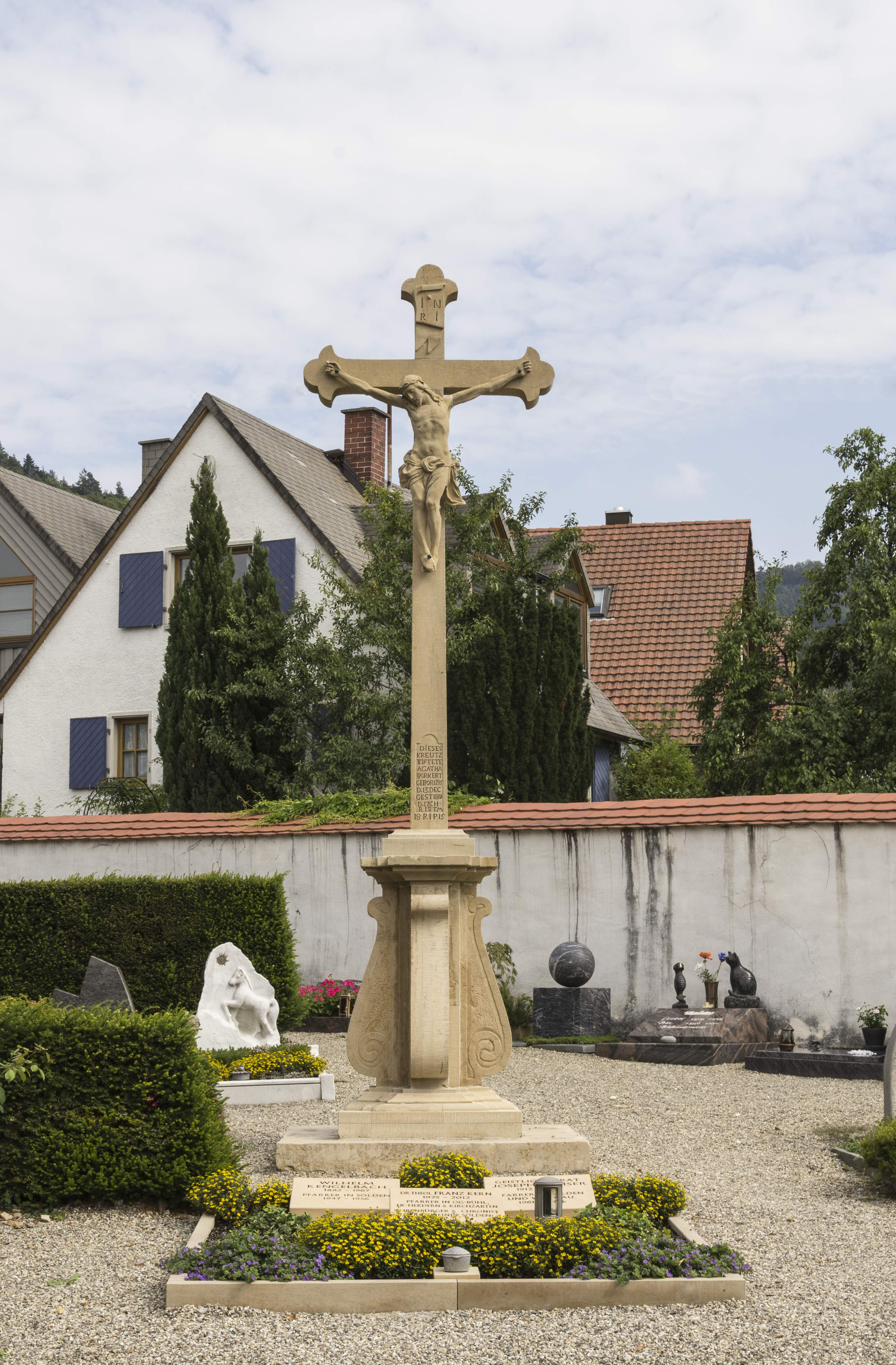
Kerns Grab auf dem Söldener Friedhof

### Künstlerische Betreuung seiner Kirchen
Gründlich revoviert wurden zu Kerns Pfarrerzeiten St. Urban in Freiburg-Herdern, St. Gallus in Kirchzarten und die zu St. Gallus gehörende Giersbergkapelle. In St. Gallus fehlte eine Darstellung des heiligen Benedikt, des Gründers des Benediktinerordens, zu dessen Kloster St. Gallen die Kirchzartener Pfarrei über fünfhundert Jahre gehört hatte. Kern ließ von Otmar Kleiser (* 1930) aus Vöhrenbach-Urach Kopien einer Statue Benedikts und einer Statue von dessen Schwester Scholastika am Hochaltar der ehemaligen Abteikirche von St. Peter, beide von Joseph Anton Feuchtmayer, anfertigen und an der Südwand des Schiffs von St. Gallus aufstellen, beidseits einer alten Statue des heiligen Gallus. Ähnlich ließ er von Kleiser für die Giersbergkapelle eine Pietà Fallers in der Kirche St. Jakobus (Stegen-Eschbach) nachschnitzen. In seine Kirchzartener Zeit fiel auch die Ausgestaltung der Kapelle des neuen Friedhofs am Giersberg durch Hortense von Gelmini.

## Ehrungen
1963 machte die Gemeinde Sölden Kern zu ihrem Ehrenbürger. Am 9. Januar 1997 erhielt er das Bundesverdienstkreuz am Bande. Die Gemeinde Kirchzarten verlieh ihm 2000 die Goldene Ehrennadel. Beim diamantenen (60-jährigen) Priesterjubiläum am 2. Juli 2010 wurden Kerns Seelsorge und Heimatforschung gerühmt, seine Bodenständigkeit, seine auf vielen Reisen, allein und als Gruppenleiter, gewonnene Weltoffenheit und seine Vortragstätigkeit, mit der er „das Audimax bis auf den letzten Platz füllte.“